# (6501) Isonzo
(6501) Isonzo est un astéroïde de la ceinture principale.

## Description
(6501) Isonzo est un astéroïde de la ceinture principale. Il fut découvert le 5 décembre 1993 à Farra d'Isonzo par l'Observatoire astronomique de Farra d'Isonzo. Il présente une orbite caractérisée par un demi-grand axe de 2,32 UA, une excentricité de 0,12 et une inclinaison de 6,5° par rapport à l'écliptique.

## Compléments